# Spatbol

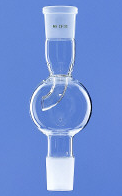
Spatbol met een recht opzetstuk.

Een spatbol is een opzetstuk dat gebruikt wordt bij stoomdestillaties. Het doel hiervan is om te voorkomen dat de te destilleren vloeistof opspat en daardoor ongedestilleerd in het opvangvat terechtkomt.
Een spatbol bestaat uit een bol, waarin een gekromd glazen slangetje hangt. Het slangetje heeft twee gaten aan de zijkant, waardoor gassen wel verder kunnen stromen (meestal door een koeler), maar opgespatte vloeistoffen niet (vloeistoffen kunnen niet door het slangetje heen opspatten; ze spatten dan tegen het glas aan en druipen terug het reactievat in).
Een spatbol kan ook gebruikt worden bij een draaiverdamper om bij het indampen van oplosmiddel te voorkomen dat het schuimende mengsel product meeneemt in het toestel.